# Euphorbia pedroi
Euphorbia pedroi é uma espécie de planta com flor pertencente à família Euphorbiaceae. 
A autoridade científica da espécie é Molero & Rovira, tendo sido publicada em Anales del Jardín Botánico de Madrid 55: 198. 1997.

## Portugal
É considerada uma relíquia terciária da flora de Portugal. Trata-se de uma espécie endémica do território português, nomeadamente em Portugal Continental onde a sua distribuição é exclusiva do parque natural da Arrábida.
Em termos de naturalidade é nativa da região atrás indicada.

## Protecção
Encontra-se protegida por legislação portuguesa e pela Comunidade Europeia.